# Le Châtelet
Le Châtelet település Franciaországban, Cher megyében. Lakosainak száma 920 fő (2022. január 1.). Le Châtelet Ardenais, Beddes, Maisonnais, Reigny, Saint-Jeanvrin, Saint-Maur és Saint-Pierre-les-Bois községekkel határos.

## Népesség
A település népessége az elmúlt években az alábbi módon változott:
| Lakosok száma | 1226 | 1151 | 1106 | 1131 | 1068 | 1041 | 994  | 943  | 936  | 920  |
|               | 1968 | 1982 | 1990 | 2006 | 2013 | 2015 | 2017 | 2019 | 2020 | 2022 |